# Comercio transahariano de esclavos

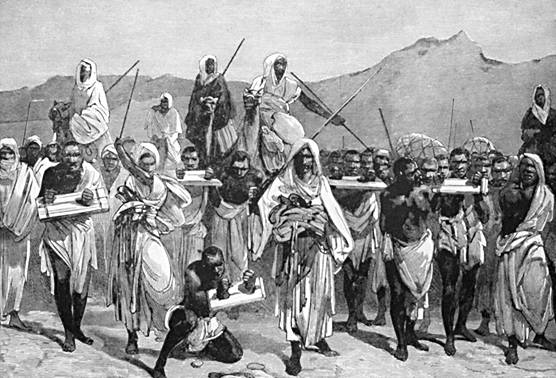
Grabado del que representa una caravana que transporta esclavos africanos negros a través del Sahara.

Durante el comercio transahariano de esclavos, los esclavos de África occidental fueron transportados a través del desierto del Sahara al norte de África para ser vendidos a las civilizaciones del Mediterráneo y Oriente Medio. Formaba parte del comercio transahariano.

## Inicios
Los garamantes dependían en gran medida de la mano de obra esclava del África subsahariana. Utilizaron esclavos en sus propias comunidades para construir y mantener sistemas de riego subterráneos conocidos por los bereberes como foggara. El historiador griego Heródoto registró en el siglo V a. C. que los garemantes esclavizaron a los etíopes que vivían en cuevas, conocidos como trogloditas, persiguiéndolos con carros.
A principios del Imperio Romano, la ciudad de Leptis Magna estableció un mercado de esclavos para comprar y vender esclavos del interior africano. El imperio impuso impuestos aduaneros al comercio de esclavos. En el siglo V d. C., Cartago romana comerciaba con esclavos negros traídos a través del Sahara. Los esclavos negros parecen haber sido valorados como esclavos domésticos por su apariencia exótica. Algunos historiadores sostienen que la escala de la trata de esclavos en este período puede haber sido más alta que en la época medieval debido a la gran demanda de esclavos en el Imperio Romano.
Los prisioneros de guerra eran algo habitual en el antiguo valle del Nilo y África. Durante los tiempos de la conquista y después de ganar batallas, los antiguos nubios fueron tomados como esclavos por los antiguos egipcios. A su vez, los antiguos egipcios tomaron esclavos después de ganar batallas con los libios, cananeos y nubios.

## Comercio transahariano de esclavos  en la Edad Media

Las principales rutas de esclavos en el África medieval

El comercio transahariano de esclavos, establecido en la Antigüedad, continuó durante la Edad Media. Tras la conquista del norte de África en el siglo VIII, árabes, bereberes y otros grupos étnicos se aventuraron en el África subsahariana primero a lo largo del valle del Nilo hacia Nubia, y también a través del Sahara hacia África occidental. Estaban interesados en el comercio transahariano, especialmente en esclavos.
Los esclavos traídos de todo el Sahara fueron utilizados principalmente por familias adineradas como sirvientes domésticos y concubinas. Algunos sirvieron en las fuerzas militares de Egipto y Marruecos. En 641 durante el Bakt, un tratado entre el estado cristiano nubio de Makuria y los nuevos gobernantes musulmanes de Egipto, los nubios acordaron otorgar a los comerciantes musulmanes más privilegios de comercio además de una participación en el comercio de esclavos. El imperio Bornu en la parte oriental de Níger también fue una parte activa del comercio de esclavos transaharianos durante cientos de años.
En 1416, al-Maqrizi contó cómo los peregrinos que venían de Takrur (cerca del río Senegal) trajeron consigo 1.700 esclavos a La Meca. En el norte de África, los principales mercados de esclavos se encontraban en Marruecos, Argel, Trípoli y El Cairo. Las ventas se realizaron en lugares públicos o en zocos. Después de que los europeos se asentaron en el golfo de Guinea, el comercio de esclavos transaharianos se volvió menos importante.
Ibn Battuta, quien visitó el antiguo reino de Malí a mediados del siglo XIV, relata que los habitantes locales competían entre sí en el número de esclavos y sirvientes que tenían, y que él mismo recibió un niño esclavo como regalo de hospitalidad.
En ocasiones, los árabes eran convertidos en esclavos en el comercio transahariano de esclavos. A veces se hacía la castración de esclavos árabes. En La Meca, las mujeres árabes fueron vendidas como esclavas según Ibn Butlan, y ciertos gobernantes de África occidental tenían esclavas de origen árabe. Según al-Maqrizi, las esclavas de piel más clara fueron vendidas a africanos occidentales en el hach. Ibn Battuta conoció a una esclava árabe cerca de Tombuctú en Malí en 1353. Battuta escribió que la esclava hablaba árabe con fluidez, de Damasco, y el nombre de su amo era Farbá Sulaymán. Además de su esclava de Damasco y una secretaria que hablaba árabe con fluidez, el propio Farbá también entendía el árabe. Los estados de África Occidental también importaron soldados esclavos altamente entrenados.

## Declive
En África Central, durante los siglos XVI y XVII, los comerciantes de esclavos comenzaron a asaltar la región como parte de la expansión de las rutas de esclavos del río Nilo y el Sahara. Sus cautivos fueron esclavizados y enviados a la costa mediterránea, Europa, Arabia, el hemisferio occidental, o hacia los puertos y fábricas de esclavos a lo largo de las costas del oeste y norte de África o al sur a lo largo de los ríos Ubangui y Congo.

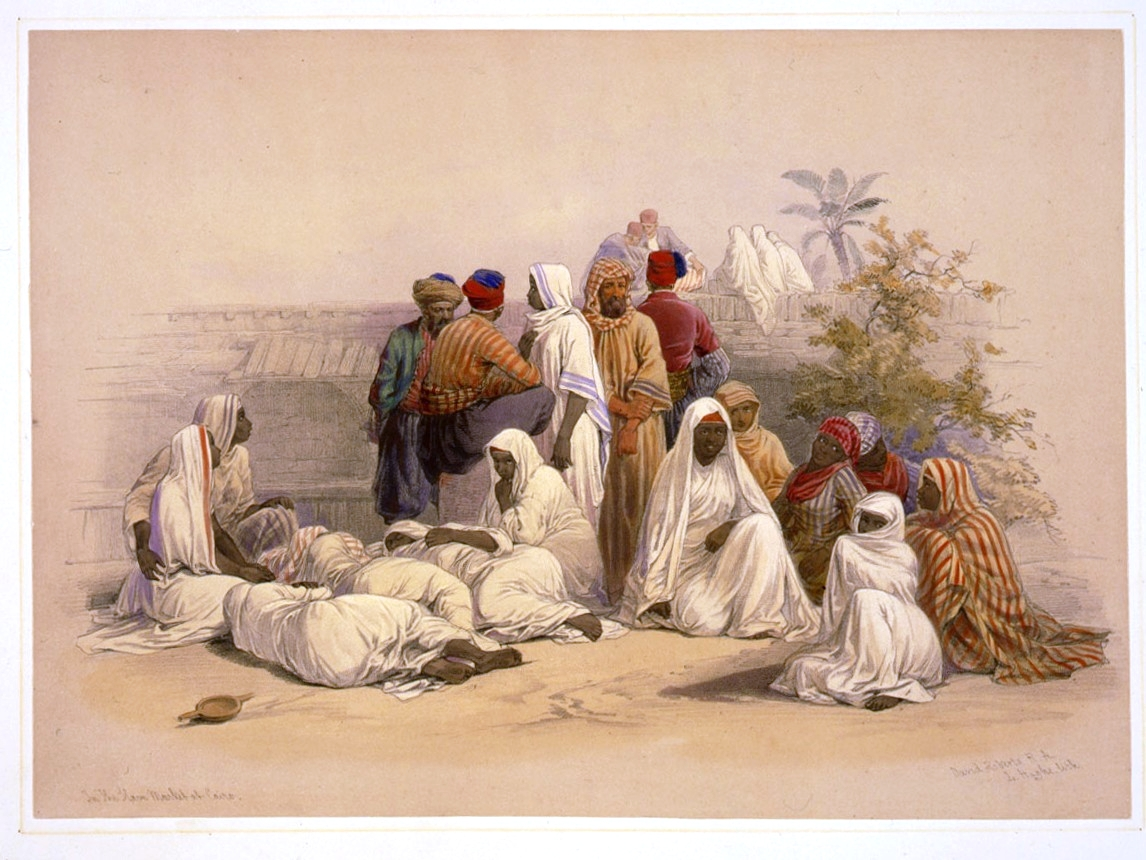
Un mercado de esclavos en El Cairo. Dibujo de David Roberts, alrededor de 1848.

Los tuareg y otros pueblos originarios de Libia facilitaron, gravaron y organizaron en parte el comercio desde el sur a lo largo de las rutas comerciales transsaharianas. En la década de 1830, un período en el que floreció el comercio de esclavos, Gadamés manejaba 2.500 esclavos al año. Aunque la trata de esclavos se abolió oficialmente en Trípoli en 1853, en la práctica continuó hasta la década de 1890.
El cónsul británico en Bengasi escribió en 1875 que el comercio de esclavos había alcanzado una escala enorme y que los esclavos vendidos en Alejandría y Constantinopla se habían cuadriplicado en precio. Este comercio, escribió, fue alentado por el gobierno local. Adolf Vischer escribe en un artículo publicado en 1911 que: «... se ha dicho que el tráfico de esclavos continúa en la ruta Benghazi-Wadai, pero es difícil probar la veracidad de una afirmación como, en cualquier caso, el tráfico se realiza en secreto». En Kufra, el viajero egipcio Ahmed Hassanein Bey descubrió en 1916 que podía comprar una esclava por cinco libras esterlinas, mientras que en 1923 descubrió que el precio había subido de 30 a 40 libras esterlinas. Otro viajero, el danés converso al islam Knud Holmboe, cruzó el desierto de la Libia italiana en 1930 y le dijeron que todavía se practica la esclavitud en Kufra y que podría comprar una esclava por 30 libras esterlinas en el mercado de esclavos de los jueves. Según el testimonio de James Richardson, cuando visitó Gadamés, la mayoría de los esclavos eran de Bornu. Según Raëd Bader, según estimaciones del comercio transahariano, entre 1700 y 1880 Túnez recibió 100.000 esclavos negros, en comparación con sólo 65.000 que entraron en Argelia, 400.000 en Libia, 515.000 en Marruecos y 800.000 en Egipto.

### Esclavitud en la Libia posterior a Muamar el Gadafi
Desde el derrocamiento del régimen del líder libio Muamar el Gadafi, respaldado por las Naciones Unidas y dirigido por la OTAN, en 2011, Libia ha estado plagada de desorden y los migrantes con poco dinero y sin papeles se han vuelto vulnerables. Libia es un importante punto de salida para los inmigrantes africanos que se dirigen a Europa. La Organización Internacional para las Migraciones (OIM) publicó un informe en abril de 2017 que muestra que muchos de los migrantes del África subsahariana que se dirigen a Europa son vendidos como esclavos después de ser detenidos por traficantes de personas o grupos de milicias. Los países africanos al sur de Libia fueron objeto de comercio de esclavos y, en cambio, fueron transferidos a los mercados de esclavos libios. Según las víctimas, el precio es más alto para los migrantes con habilidades como pintar y embaldosar. Los esclavos a menudo son rescatados para sus familias y, mientras tanto, hasta que se pueda pagar el rescate, son torturados, obligados a trabajar, a veces hasta la muerte y finalmente ejecutados o dejados morir de hambre si no pueden pagar durante demasiado tiempo. Las mujeres a menudo son violadas y utilizadas como esclavas sexuales y vendidas a burdeles y clientes privados libios. Muchos niños migrantes también sufren abusos y abuso sexual en Libia.
Después de recibir un video de CNN no verificado de una subasta de esclavos en noviembre de 2017 en Libia, un traficante de personas le dijo a Al-Jazeera que cientos de migrantes se compran y venden en todo el país cada semana. Los migrantes que han pasado por los centros de detención libios han mostrado signos de muchos abusos contra los derechos humanos, como abusos graves, que incluyen descargas eléctricas, quemaduras, latigazos e incluso desollado, declaró a Euronews el director de los servicios de salud de la isla italiana de Lampedusa.
Un grupo libio conocido como los Asma Boys se ha enfrentado a los migrantes de otras partes de África al menos desde el año 2000, destruyendo sus propiedades. Los migrantes nigerianos en enero de 2018 dieron cuenta de abusos en los centros de detención, incluido el alquiler o la venta como esclavos. Más tarde, sus familias publicaron videos de migrantes sudaneses quemados y azotados para pedir rescate en las redes sociales. En junio de 2018, las Naciones Unidas aplicaron sanciones contra cuatro libios (incluido un comandante de la Guardia Costera) y dos eritreos por su liderazgo criminal en las redes de trata de esclavos.

## Rutas
De acuerdo al profesor Ibrahima Baba Kaké, hubo cuatro rutas principales de comercio de esclavos hacia el norte de África: de África oriental a África Occidental, desde el Magreb hasta Sudán, de Tripolitania a Sudán central y de Egipto a Oriente Medio. Los senderos de las caravanas, establecidos en el siglo IX, pasaban por el oasis del Sahara; el viaje era difícil e incómodo por razones de clima y distancia. Desde la época romana, largos convoyes transportaban esclavos y todo tipo de productos para el trueque.

### Pueblos y puertos involucrados
| - África del Norte : - Tánger (Marruecos) - Marrakech (Marruecos) - Argel (Argelia) - Trípoli (Libia) - El Cairo (Egipto) - Asuán (Egipto) | - África occidental : - Audagost (Mauritania) - Tombuctú (Malí) - Gao (Malí) - Bilma (Níger) - Kano (Nigeria) |